# Monleale
Monleale és un municipi situat al territori de la província d'Alessandria, a la regió del Piemont (Itàlia).
Limita amb els municipis de Berzano di Tortona, Montegioco, Montemarzino, Sarezzano, Volpedo i Volpeglino.
Pertanyen al municipi les frazioni de Bellaria, Cadaborgo, Casavecchia, Cenelli, Cusinasco, Poggio, Profigate, Repregosi, Valmaia i Ville.